# コナー・ギャラガー
コナー・ジョン・ギャラガー（英語: Conor John Gallagher、2000年2月6日 - ）は、イングランド・エプソム出身のサッカー選手。ラ・リーガ・アトレティコ・マドリード所属。イングランド代表。ポジションはMF。

## クラブ経歴

### チェルシー
チェルシーのファンの家に生まれ、チェルシーの練習場から車で10分の家に住んだ。エプソム・イーグルスでサッカーを始め、8歳の時にチェルシーの下部組織に加入。2018年10月に2021年まで契約延長した 。同年には心臓の軽い手術を受けた。2019年5月にUEFAヨーロッパリーグ 2018-19 決勝でベンチ入りし、アカデミーの年間最優秀選手賞も受賞した。

### チャールトン・アスレティック
2019年8月に新たに3年契約を締結しチャールトン・アスレティックに期限付き移籍。チャンピオンシップ1試合以外全ての試合にフル出場、6ゴールを挙げた。6試合3得点を記録し、8月の若手最優秀選手賞を受賞した。その後同じくチャンピオンシップのクラブで、プレーオフに挑戦していたスウォンジー・シティに移籍。

### スウォンジー・シティ
2020年1月14日に期限付き移籍を解除し、翌日に半年の契約でスウォンジー・シティに期限付き移籍した。後に本人はスウォンジー・シティではクリエイティブに過ごせたと述べた。公式戦21試合に出場し、シーズンを終えた。

### ウェスト・ブロムウィッチ・アルビオン
2020年9月17日に新たにチェルシーと5年契約を締結し、ウェスト・ブロムウィッチ・アルビオンに期限付き移籍。ウェスト・ブロムウィッチ・アルビオンでプレミアリーグに参戦する機会を得た。中盤で常に存在感を示し、32試合に出場、2ゴールを記録した。ウェスト・ブロムウィッチ・アルビオンは2020/21シーズンを19位で終え、降格することになったが、ギャラガーの活躍は認められ、同クラブの年間最優秀若手選手賞を受賞した。

### クリスタル・パレス
2021年7月にクリスタル・パレスに期限付き移籍。シーズンの序盤からスタメンに名前を連ね、39試合の出場のうち2試合以外はすべて先発出場した。12月までのプレミアリーグでの6ゴール3アシストは、21歳以下の選手としては最多であった。後半戦ではさらに2回ネットを揺らし、チームのリーグ戦でのゴールの22%に関与したことになった。さらにFAカップ準決勝進出に貢献し、2021-22シーズンのクラブ年間最優秀選手に選ばれた。2021年11月にデイリー・テレグラフには「パトリック・ヴィエラの下で中盤のキープレーヤーとなった」としてプレミアリーグで台頭している若手選手の一人として紹介された。

### チェルシー復帰
クリスタル・パレスでの活躍が認められ、2022-23シーズンからはチェルシーにレンタルバックした。デビューは開幕戦、プレミアリーグでエヴァートンにアウェーで1-0と勝利した試合で、終盤に途中出場した。その後、8月にリーズ・ユナイテッドとのアウェー戦で初先発した。しかし次の試合ではスタンフォード・ブリッジでの初先発でレスター・シティに勝利したが、前半に2枚イエローカードをもらい退場処分を受けた。2023年10月1日、昨シーズンレンタルで在籍していたクリスタル・パレス戦で恩返し弾を決め、逆転しチームを勝利に導いた。そのゴールがチェルシーの10月の月間最優秀ゴールに、またプレミアリーグの10月の月間最優秀ゴールに選ばれた。2022-23シーズンはチームが不調の中、主力として活躍し、公式戦44試合に出場、3ゴール1アシストを記録した。
2023-24シーズンは開幕前から国内のクラブからの関心が寄せられていたが、残留した。このシーズンは公式戦50試合に出場、7ゴール9アシストを記録、またキャプテンのリース・ジェームズや副キャプテンのベン・チルウェルが離脱する中、キャプテンマークを巻いた。クラブとの契約が残り1年に迫り、契約延長交渉が待たれる中、国内外の多くのクラブから関心が寄せられた。

### アトレティコ・マドリード
2024年8月21日、アトレティコ・マドリードに移籍した。契約期間は5年間。

## 代表経歴
家系からイングランド、スコットランド、アイルランドの代表資格を有している。一貫してイングランド代表として出場した。
U-17代表では2017 FIFA U-17ワールドカップで優勝した。
2019年10月8日にU-21代表に招集され、11日に初出場。
2021年11月14日にイングランド代表に初招集。翌日の2022 FIFAワールドカップ・ヨーロッパ予選グループI・サンマリノ代表戦で代表初出場。
2022 FIFAワールドカップのイングランド代表のメンバーに選出された。
EURO2024のイングランド代表のメンバーに選出された。

## プレースタイル
中盤なら攻撃的ミッドフィールダーでも守備的ミッドフィールダーでもこなせ、豊富な運動量も持ち合わせている。憧れの選手はフランク・ランパードである。

## 家族
兄のジェイク・ギャラガーもサッカー選手。

## 個人成績

### クラブ
2022年11月12日現在
| クラブ                                      | シーズン | リーグ             | リーグ | リーグ | カップ | カップ | リーグカップ | リーグカップ | 国際大会 | 国際大会 | その他 | その他 | 通算 | 通算 |
| クラブ                                      | シーズン | ディビジョン       | 出場   | 得点   | 出場   | 得点   | 出場         | 得点         | 出場     | 得点     | 出場   | 得点   | 出場 | 得点 |
| ------------------------------------------- | -------- | ------------------ | ------ | ------ | ------ | ------ | ------------ | ------------ | -------- | -------- | ------ | ------ | ---- | ---- |
| チェルシー・リザーブ                        | 2018-19  | —                  | —      | —      | —      | —      | —            | —            | —        | —        | 4      | 0      | 4    | 0    |
| チェルシー                                  | 2018-19  | プレミアリーグ     | 0      | 0      | 0      | 0      | 0            | 0            | 0        | 0        | 0      | 0      | 0    | 0    |
| チェルシー                                  | 2022-23  | プレミアリーグ     | 12     | 1      | 0      | 0      | 1            | 0            | 5        | 0        | —      | —      | 18   | 1    |
| チェルシー                                  | 通算     | 通算               | 12     | 1      | 0      | 0      | 1            | 0            | 5        | 0        | 0      | 0      | 18   | 1    |
| チャールトン・アスレティック (loan)         | 2019-20  | チャンピオンシップ | 26     | 6      | 0      | 0      | 0            | 0            | —        | —        | —      | —      | 26   | 6    |
| スウォンジー・シティ (loan)                 | 2019-20  | チャンピオンシップ | 19     | 0      | —      | —      | —            | —            | —        | —        | 2      | 0      | 21   | 0    |
| ウェスト・ブロムウィッチ・アルビオン (loan) | 2020-21  | プレミアリーグ     | 30     | 2      | 1      | 0      | 1            | 0            | —        | —        | —      | —      | 32   | 2    |
| クリスタル・パレス (loan)                   | 2021-22  | プレミアリーグ     | 34     | 8      | 4      | 0      | 1            | 0            | —        | —        | —      | —      | 39   | 8    |
| アトレティコ・マドリード                    | 2024-    | ラ・リーガ         |        |        |        |        |              |              |          |          |        |        |      |      |
| 総通算                                      | 総通算   | 総通算             | 121    | 17     | 5      | 0      | 3            | 0            | 5        | 0        | 6      | 0      | 140  | 17   |

## 代表歴

### 出場大会
- イングランド代表
  - 2022 FIFAワールドカップ

### 試合数
- 国際Aマッチ 11試合 0得点（2021年-）[37]

2023年12月28日現在
| イングランド代表 | 国際Aマッチ | 国際Aマッチ |
| 年               | 出場        | 得点        |
| ---------------- | ----------- | ----------- |
| 2021             | 1           | 0           |
| 2022             | 3           | 0           |
| 2023             | 7           | 0           |
| 2024             |             |             |
| 通算             | 11          | 0           |

## タイトル

### クラブ
チェルシー
- UEFAヨーロッパリーグ: 2018-19

### 代表
イングランド U-17
- FIFA U-17ワールドカップ: 2017